# Breusivka, Kozelșciîna
Breusivka (în ucraineană Бреусівка) este localitatea de reședință a comunei Breusivka din raionul Kozelșciîna, regiunea Poltava, Ucraina.

## Demografie
Componența lingvistică a localității Breusivka
     Ucraineană (98,18%)
     Rusă (1,82%)
Conform recensământului din 2001, majoritatea populației localității Breusivka era vorbitoare de ucraineană (98,18%), existând în minoritate și vorbitori de rusă (1,82%).